# Isonychus aequatorialis
Isonychus aequatorialis är en skalbaggsart som beskrevs av Moser 1924. Isonychus aequatorialis ingår i släktet Isonychus och familjen Melolonthidae. Inga underarter finns listade i Catalogue of Life.